# شارل یکم، دوک بورگوندی
شارل مارتین (به فرانسوی: Charles le Téméraire) (به هلندی: Karel Maarten)؛ ۱۰ نوامبر ۱۴۳۳ – ۵ ژانویهٔ ۱۴۷۷) دوک‌ بورگوندی و پسر فیلیپ نیک و ایزابلا، دختر پادشاه پرتغال بود. او جزو شوالیه‌های پشم زرین بود و در جنگ کشته شد.
آرزوی شارل این بود، که بورگوندی را کشوری یکپارچه کند و به عنوان پادشاه، تاج بر سر بگذارد. او خود بورگوندی را مستقل خواند، آلزاس علیا را خرید و زوتفن و گولدرز و لورن را گشود و به قلمرو بورگوندی افزود، اما با همین کارها دشمنان بسیاری برای خود تراشید و جرقه جنگ‌های بورگوندی را زد.